# Mannix
Mannix este un serial TV american polițist care a fost transmis inițial între 1967 și 1975 pe CBS. Creat de Richard Levinson și William Link și dezvoltat de producătorul executiv Bruce Geller, personajul titular, Joe Mannix, este un detectiv particular interpretat de Mike Connors.